# Phòng, Thập Yển
Phòng (chữ Hán giản thể: 房县) là một huyện thuộc địa cấp thị Thập Yển, tỉnh Hồ Bắc, Cộng hòa Nhân dân Trung Hoa. Huyện này có diện tích 5110 ki-lô-mét vuông, dân số năm 2004 là 450.000 người. Thời cổ gọi là huyện Phòng Lăng. Mã số bưu chính là 442100. Về mặt hành chính, huyện này được chia thành 7 trấn và 11 hương.
- Trấn: Thành Quan, Xa Điếm, Hoa Long Yển, Thổ Thành, Đại Mộc Xưởng, Mô Cổ Tự.
- Hương: Diêu Hoài, Lang Khẩu, Hồng Tháp, Bạch Sào, Kiều Thượng, Sa Hà, Phương Dục, Cửu Đạo, Thượng Kham, Trung Bá, Diêu Bình.